# 46 (عدد)
46 (الستة والأربعين) هو عدد طبيعي يلي العدد 45 ويسبق العدد 47.